# Amaurobius caucasicus
Amaurobius caucasicus (лат.) — вид аранеоморфных пауков из семейства Amaurobiidae.

## Этимология
Видовое название A. caucasicus происходит от имени места обнаружения (Кавказ).

## Описание
Мелкие пауки, длина около 6 мм. Карапакс около 3 мм (ширина 2,2 мм). Длина брюшка 2,6 мм. Головогрудь коричневого цвета, в головной части с черным оттенком. Грудная часть светлее с тремя парами тёмных радиальных отметин; наличник тонкий; лабиум и гнатококсы светло-коричневые, темнее тазиков и стернума, дистальные бахромки белые. Стернум жёлтый, по бокам темнее, коричневатый. Хелицеры темно-коричневатые; передний ряд с 4 зубцами; второй проксимальный самый крупный из них, задний ряд с 3 зубцами. Пальпы: бёдра жёлтые, пателла, голень и цимбиум жёлтые с затемненными основаниями апофизов и цимбия, тазики ног жёлтые. Ноги от желтого до светло-коричневого цвета, дистальные сегменты несколько темнее; бёдра, голени и метатарзус всех пар ног с примерно 3 тёмными кольцами. Имеют 8 одинаковых по размеру глаз, расположенных в два ряда. Головогрудь овальная и широкая. Брюшко широкое, овальное, от темно-серого до черного цвета, область сердца серая с 2 парами боковых чёрных пятен или широкой черной бахромой и окружен бледной областью, задняя половина с рядами поперечных (сзади меньших) отметин, вентер бледнее, с тремя продольными тёмными полосами, срединная полоса тоньше, чем боковые полосы, спиннереты от бледного до глиняного цвета; крибеллум редуцированный. Ноги относительно короткие и толстые.

## Распространение
Встречаются в восточной Грузии (Кахетия, Закавказье).

## Таксономия
Вид был впервые описан в 2020 году российским арахнологом Юрием Марусиком (Институт биологических проблем Севера ДВО РАН, Магадан, Россия) и его коллегами из Германии (S. Otto , Лейпциг) и Грузии (G. Japoshvili, Institute of Entomology, Agricultural University of Georgia, Тбилиси, Грузия). Сходен с видом Amaurobius hercegovinensis.